# Korea Grand Prix 2014
Der Korea Grand Prix 2014 im Badminton fand vom 4. bis zum 9. November 2014 im Jeonju Indoor Badminton Hall in Jeonju, Südkorea statt. Es war die fünfte Austragung dieser Veranstaltung, welche aus den Korea International hervorging.

## Sieger und Platzierte
| Disziplin    | Gold                         | Silber                       | Bronze                        |
| ------------ | ---------------------------- | ---------------------------- | ----------------------------- |
| Herreneinzel | Lee Dong-keun                | Lee Hyun-il                  | Kazumasa Sakai                |
| Herreneinzel | Lee Dong-keun                | Lee Hyun-il                  | Yim Jong-woo                  |
| Dameneinzel  | Nozomi Okuhara               | Sayaka Sato                  | Ayumi Mine                    |
| Dameneinzel  | Nozomi Okuhara               | Sayaka Sato                  | Kana Ito                      |
| Herrendoppel | Lee Yong-dae Yoo Yeon-seong  | Ko Sung-hyun Shin Baek-cheol | Hiroyuki Saeki Ryota Taohata  |
| Herrendoppel | Lee Yong-dae Yoo Yeon-seong  | Ko Sung-hyun Shin Baek-cheol | Jun Bong-chan Kim Dae-eun     |
| Damendoppel  | Lee So-hee Shin Seung-chan   | Chang Ye-na Yoo Hae-won      | Vivian Hoo Kah Mun Ng Hui Lin |
| Damendoppel  | Lee So-hee Shin Seung-chan   | Chang Ye-na Yoo Hae-won      | Ko A-ra Kim So-young          |
| Mixed        | Choi Sol-gyu Shin Seung-chan | Shin Baek-cheol Chang Ye-na  | Tseng Min-hao Lai Chia-wen    |
| Mixed        | Choi Sol-gyu Shin Seung-chan | Shin Baek-cheol Chang Ye-na  | Yoo Yeon-seong Eom Hye-won    |